# Estadi León
L'Estadi León, també conegut popularment com a Nou Camp, en català, fins i tot parlant en castellà, és un estadi de futbol. Construït el 1967, té una mida mitjana (amb capacitat per a 31.297 espectadors) i està ubicat a la ciutat de León, estat de Guanajuato, Mèxic. En aquest estadi hi juga principalment el Club León.
A causa de la seva ubicació excel·lent i les bones instal·lacions, aquest estadi ha allotjat partits tant de la Copa del Món de 1970 com de la de 1986. També s'hi jugaren partits de futbol dels Jocs del 1968. Durant els jocs, va tenir capacitat per 23.609 espectadors.